# Одна війна
«Одна війна» — кінофільм режисера Віри Глаголєвої, що вийшов на екрани в 2009.

## Зміст
Друга світова війна породила безліч проблем не тільки для солдатів, а й для мирного населення. Одним з таких факторів стали діти, які радянські жінки народили від німців-окупантів. Такі неповні сім'ї засилають подалі від людських очей, охороняючи їх усамітнення і не особливо піклуючись про їх виживанні.

## Ролі
| Актор             | Роль |
| ----------------- | ---- |
| Олександр Балуєв  | -    |
| Наталья Кудряшова | -    |
| Наталія Суркова   | -    |
| Юлія Мельникова   | -    |
| Анна Нахапетова   | -    |
| Ксенія Суркова    | -    |
| Михайло Хмуров    | -    |
| Федір Копосов     | -    |

## Знімальна група
- Режисер — Віра Глаголєва
- Сценарист — Марина Сасіна
- Продюсер — Віра Глаголєва, Наталія Іванова
- Композитор — Сергій Баневич